# Hexenturm (Walberberg)

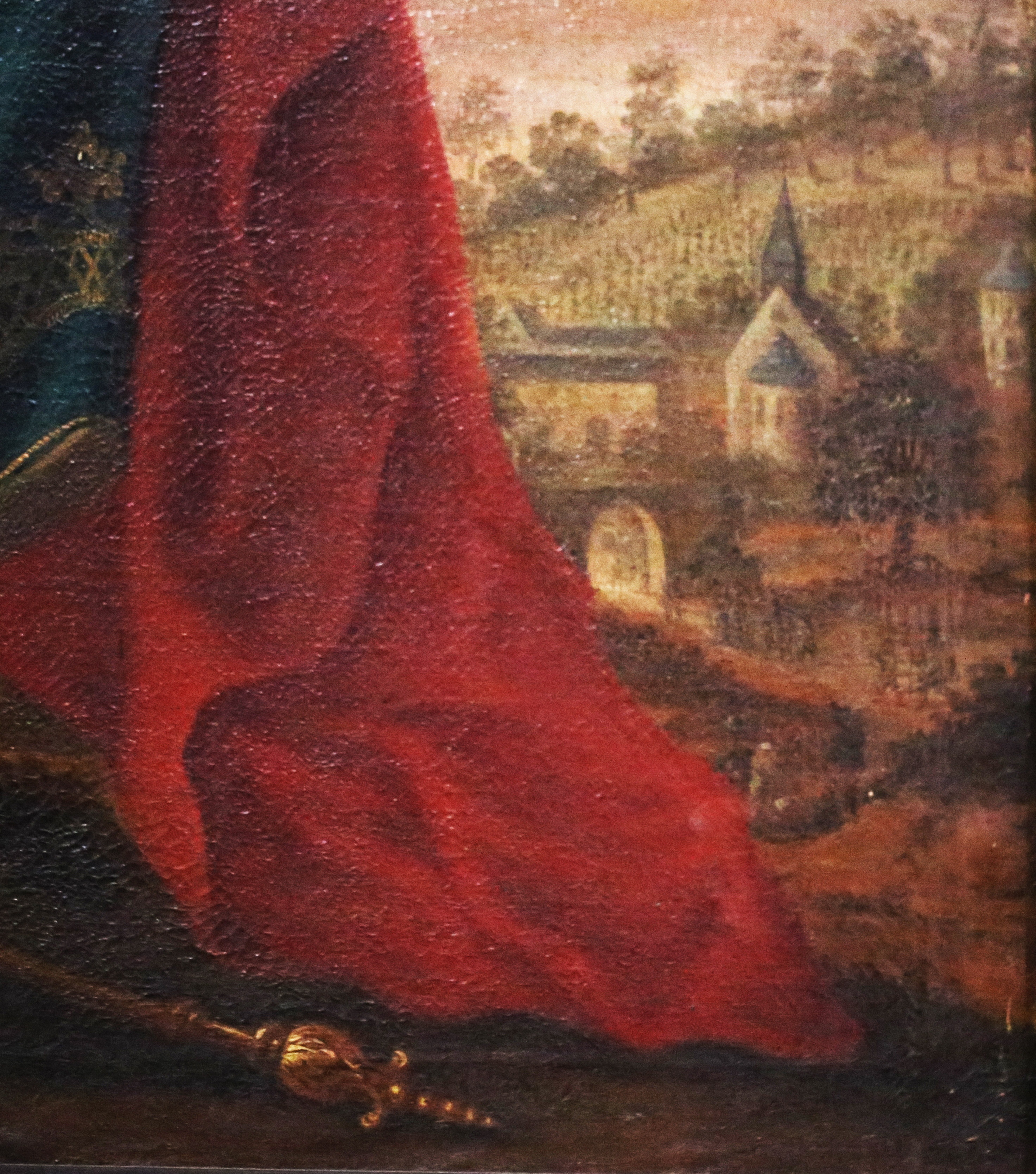
Walberberg im 18. Jahrhundert mit Walberberg mit dem Gebäude der Zisterze, St. Walburga als Klosterkirche und den alten Bergfried an der äußeren Bildseite

Der Hexenturm von Walberberg im nördlichsten Stadtteil Bornheims wurde als solcher erstmals 1817 erwähnt, jedoch steht die Bezeichnung in keinem Zusammenhang mit überlieferten Hexenverfolgungen des Mittelalters oder der Frühen Neuzeit. Der sich später im Sprachgebrauch festsetzende Name soll auf dem Entstehen romantischer Sagen im 19. Jahrhundert beruhen. Der Turm soll im 12. /13. Jahrhundert möglicherweise als Bergfried einer Burganlage entstanden sein, die zu einer unbekannten Zeit, möglicherweise während des Truchsessischen Krieges abgegangen ist.
Heute bildet der alte Burgturm mit der südlich neben ihm stehenden Pfarrkirche St. Walburga die weithin sichtbaren Wahrzeichen des Ortes. Die älteste Abbildung des Turmbauwerks findet sich als Detail in einem Gemälde vor dem Chor im Kircheninneren und zeigt den Turm im Bauzustand des 18. Jahrhunderts.

## Lage

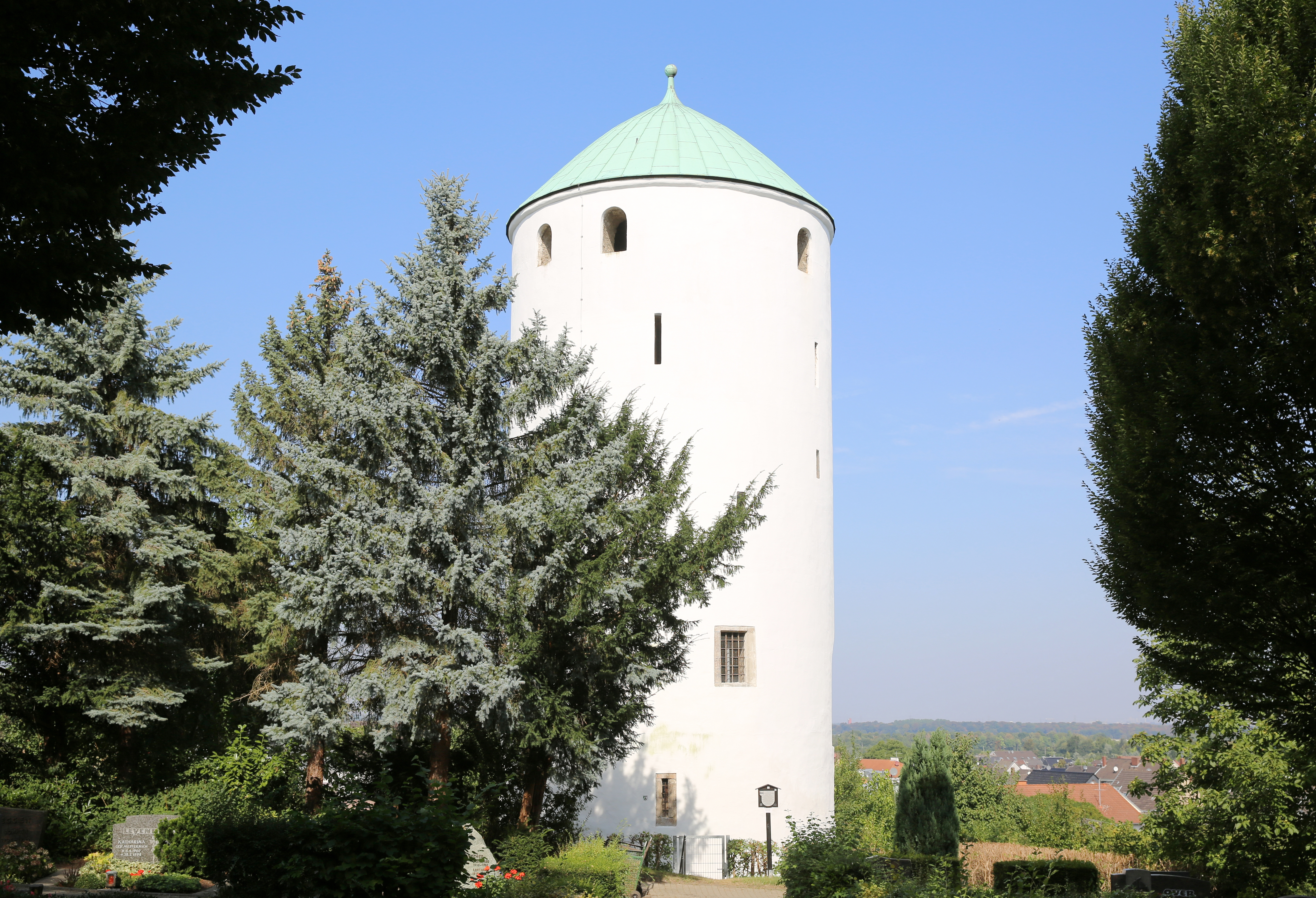
Hexenturm an seiner Südseite, im Hintergrund rechts die Hanglage nach Nordwesten

Der Turm steht frei auf einem leicht abfallenden Gelände im Zentrum des Ortes, neben der mittelalterlichen Pfarrkirche. Im Vergleich zu Geo-Daten der Walberberger Straße (74,3 Meter über NN im Unterdorf) wird auf dem Niveau des Turmsockels eine Höhe von ca. 95 Meter über NN erreicht.

## Turmgeschichte

### Ursprung im Hochmittelalter
Der Ursprung des Bauwerks liegt in mittelalterlicher Zeit, in der von Adelsgeschlechtern und Stiftsherren (häufig in Personalunion) größere Bauvorhaben realisiert wurden. Diese waren, wie auch anderenorts, in der Vorgebirgsregion die Kölner und Bonner Stifte, wobei die Kölner Domkirche und das Bonner Damenstift Dietkirchen sich zu den größten Grundbesitzern entwickelt hatten.
Welcher Bauherr den Turm als Wehr- oder Wohnturm einer größeren Hof- oder Burganlage um die Wende des 12. / 13. Jahrhunderts errichtete, ist unsicher. Jedoch berichtet die ältere Literatur, dass er Bergfried einer Burganlage gewesen sei, die möglicherweise die gräfliche Burg  und der Stammsitz einer Gräfin Alveradis war. Diese hatte mit Genehmigung des Erzbischofs Sigewin der Kirche St Walburgisberge – wo ihr Vater und ihr Sohn ruhten und wo auch sie selbst bestattet werden wollte – eine Memorie geschenkt, die zur Gründung des Walberberger Klosters führte. So wie Clemen nur eine Möglichkeit anmerkte, kann auch Gondorf, der auf Dehio verweist, keinen ersten Bauherren belegen und bezeichnet den Turm lediglich als überkommenen Bergfried der alten Walberberger Burg, von der auch der Zerstörungszeitpunkt unbekannt ist.

### Der Römerkanal als Steinbruch

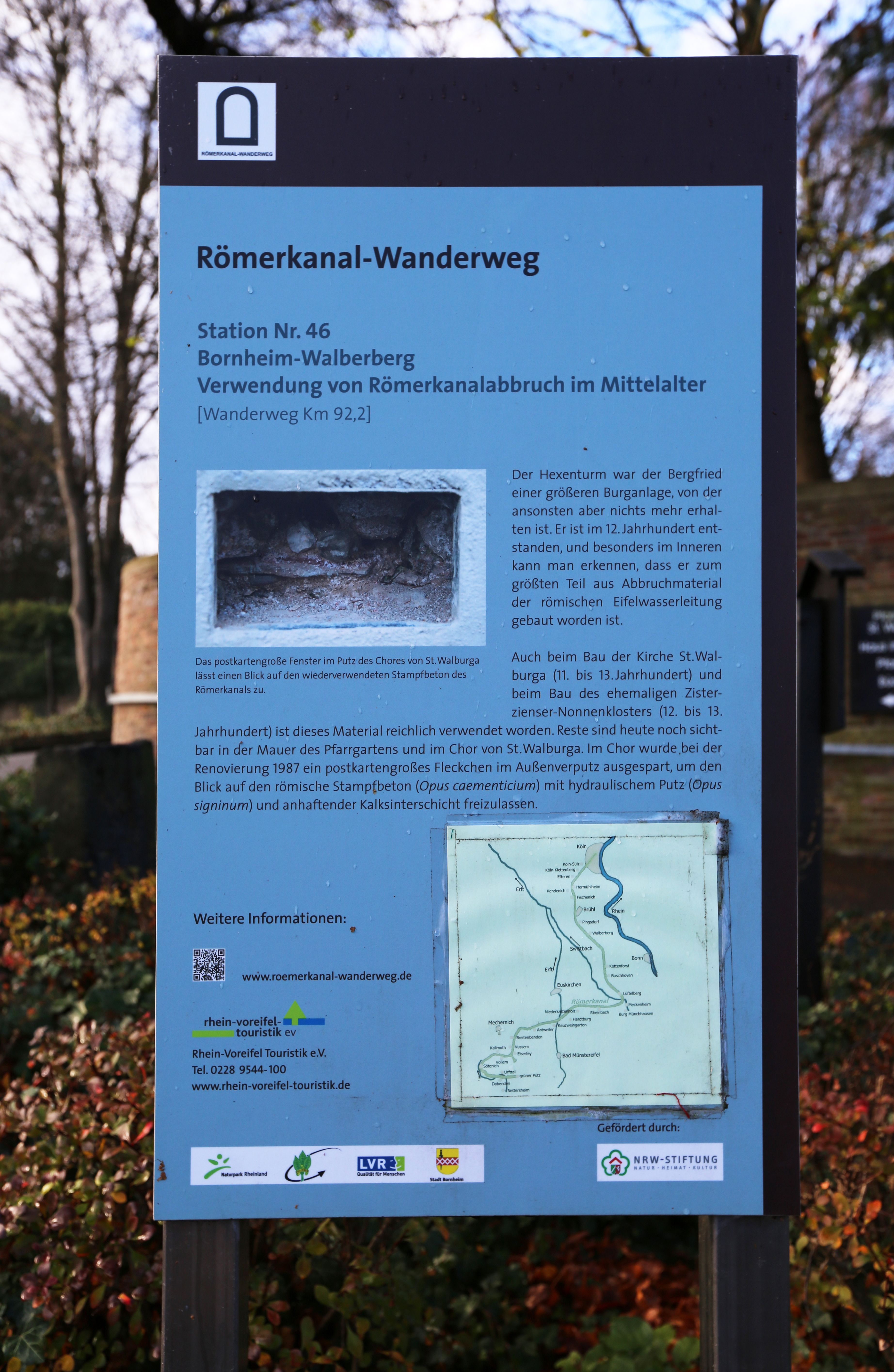
Steinbruch Römerkanal

Bereits seit karolingischer Zeit, verstärkt jedoch im 11. bis in das 13. Jahrhundert hinein, diente das Material der römischen Eifelwasserleitung (neben kleineren Mengen von Tuffstein und Trachyt vom Drachenfels) als Steinbruch, um Baumaterial zur Errichtung profaner und sakraler Bauwerke zu gewinnen. Da der Transport des Baumaterials von weit entfernten, natürlichen Steinbrüchen sehr teuer war, bedienten sich viele der Burg-, Kloster- und Kirchenherren an dem Abbruch des kostenlosen antiken Materials. Daher konnte in den an der Trasse des Römerkanals liegenden Walberberger Bauwerken des frühen Mittelalters in Fundamenten oder aufgehendem Mauerwerk römisches Baumaterial festgestellt werden. So in der Pfarrkirche, in der Umfassungsmauer des ehemaligen örtlichen Klosters der Zisterzienser und in dem Mauerwerk des im Stil der Romanik errichteten Turmes an der Walburgisstraße. Die in diesem verbauten, erheblichen Mengen von Kanalbruchstücken sind teilweise noch mit Sinter behaftet. Teile dieses Materials sind im Falle Walberbergs auch im unverputzten Inneren des Turmes sichtbar.

## Baubeschreibung

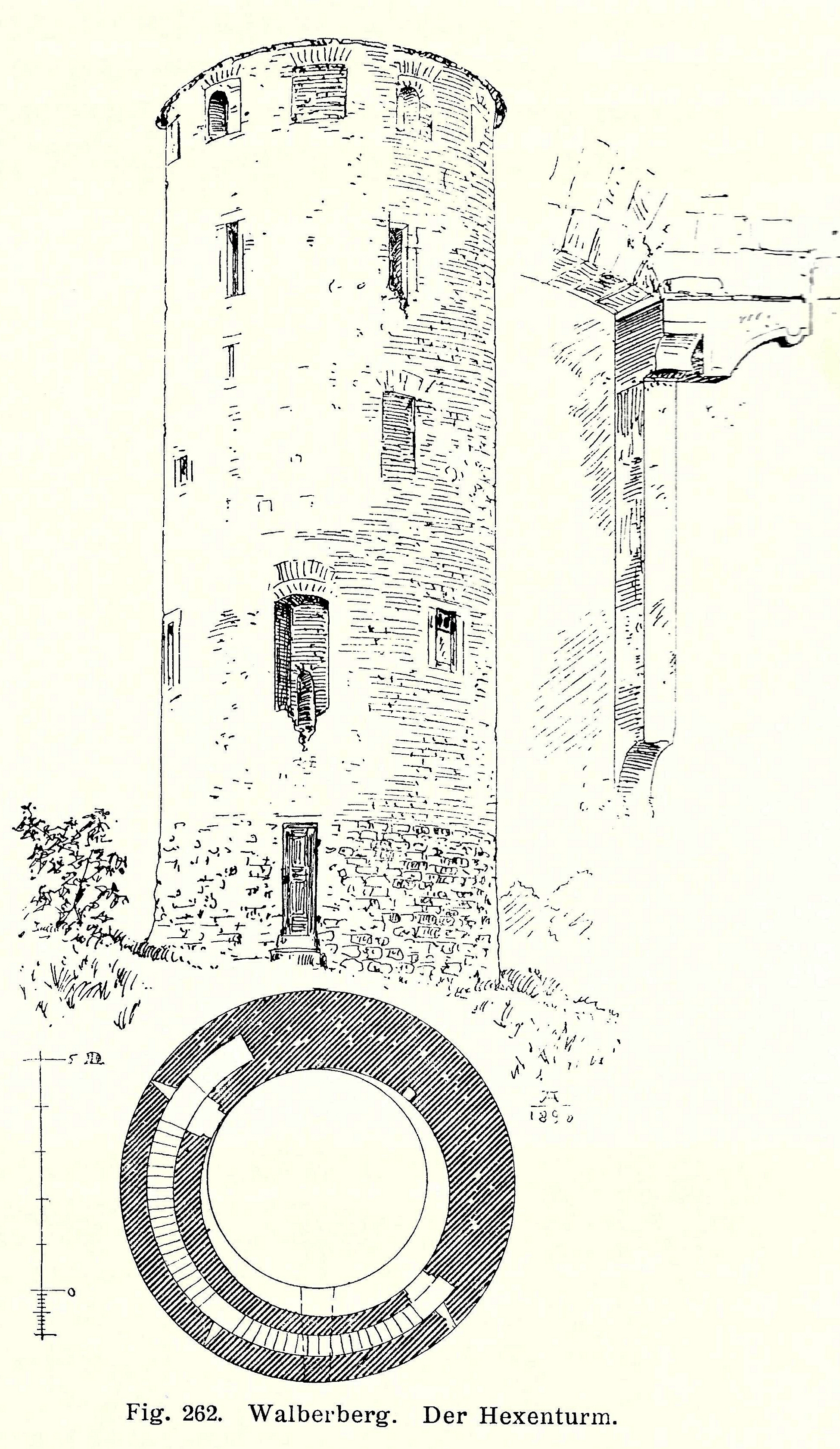
Bauzeichnung aus Clemen 1890

### Material, Höhe und Durchmesser
Der fünfgeschossige Rundturm wurde von Januar bis März 2005 bauhistorisch umfassend und professionell durch das LVR-Amt für Bodendenkmalpflege im Rheinland untersucht, dokumentiert und der Befund archiviert. Unter Berücksichtigung aller Faktoren schien den Experten eine vorsichtige Datierung des Rundturmes in das 12. oder 13. Jahrhundert vertretbar zu sein.
Nach Angaben von Jens Friedhoff scheinen  sich die Daten aus der älteren Literatur zu bestätigen, lediglich die zuvor angegebene Höhe zum Turm differiert. So beziffert sie Gondorf (nach Dehio) mit 21 m, Clemen (nach Stramberg und Maaßen) macht zur Höhe keine Angaben. Zerlett gab ebenfalls 21 m Höhe an und weit abweichend nennt Hans Tück in seiner Walberberger Heimatgeschichte 30 m Höhe. Nach den jüngsten Untersuchungen erreicht der Turm eine Gesamthöhe von 18,30 m bei einem Außendurchmesser von 8,60 m und einer Mauerstärke der Basis von 2,20 m. Die Mauerstärke der Wandung nimmt von Geschoss zu Geschoss ab und erreicht im abschließenden Turmgeschoss noch 0,90 m. Nimmt man den von Baumeister Ludwig Arntz eingezeichneten Maßstab an, bleibt zu der häufig angeführten Turmhöhe von 21 m nur eine kleine Differenz, die dem auf der Skizze von 1890 fehlenden Dach geschuldet sein könnte. Darüber hinaus bestätigt die Zeichnung die Angaben Hans Tücks zu den sichtbaren Köpfen der Basaltblöcke im Mauerwerk der Basis, die auf der steinsichtigen Zeichnung sowohl bei Arntz als auch auf einer Skizze Tücks markant sichtbar eingezeichnet wurden. Diese Ansichten erschienen auch auf frühen Fotografien des ersten Viertels des 20. Jahrhunderts.
Konform gehen alle Angaben der Historiker darin, dass als Baumaterial wesentliche Mengen wiederverwendetes römisches Gusswerk (opus caementicium) der antiken Eifelwasserleitung verwendet wurde. Dies ist heute in situ nur noch an wenigen Stellen in Walberberg vorhanden. Ferner wurden Tuffstein und Drachenfels-Trachyt zum Bau herangezogen (hierzu erwähnt Tück zusätzlich verarbeitete Basaltkloben und führt das Brohltal als Bezugsquelle an).

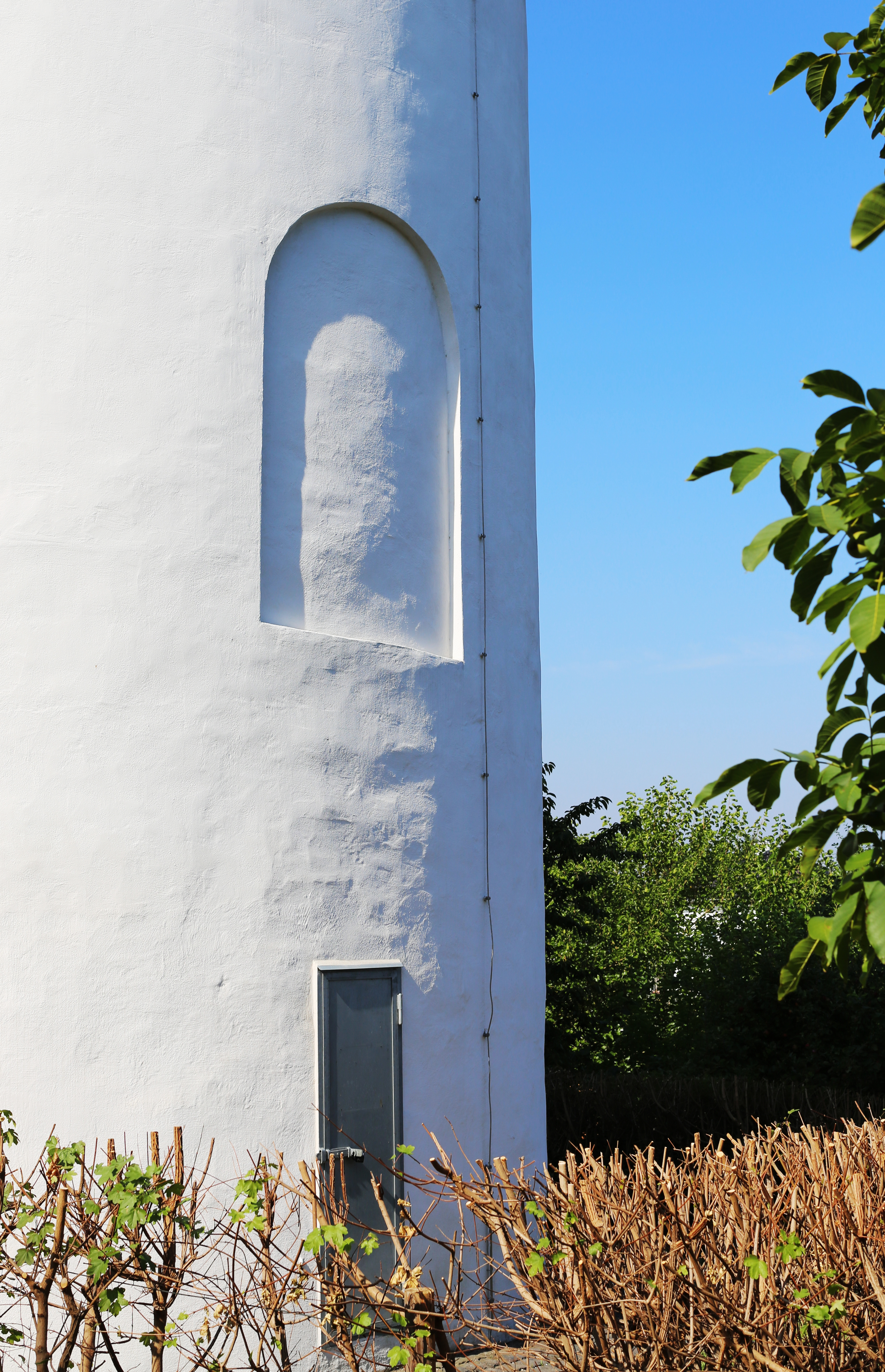
Ehemaliger und heutiger Turmeingang

### Turmgeschosse
Das Erdgeschoss mit dem massivsten Mauerwerk hatte ursprünglich aus Sicherheitsgründen keinen Eingang. Der Zugang (wahrscheinlich per Leiter) befand sich im ersten Obergeschoss an der Ostseite des Turmes und ist dort heute durch eine Blende erkennbar. Durch den später ebenfalls an der Ostseite anlegten ebenerdigen Eingang gelangt man über eine stabile Holztreppe in das erste, von einer neu eingezogenen Balkendecke getragene Obergeschoss. Dieses Geschoss (möglicherweise ein Wohnraum) weist Sitznischen sowie an den Wandflächen geringe Reste einer Farbfassung unbekannter Zeit auf. Die Wandflächen unterhalb des umlaufenden Gesimses waren ehemals mit einem roten, auf Ziegelbasis beruhenden, möglicherweise in der Art eines speziellen Schlämmverputzes versehen worden. Oberhalb des Gesimses befanden sich Reste einer Malerei die (heute undeutlich) aus elf abwechselnd roten und blauschwarzen Feldern aufgebracht wurden, sind durch weiße, aufgemalte Scheinfugen voneinander getrennt. Beheizt wurde der Raum durch einen großen steinernen Wandkamin, dessen Abmessungen sichtlich nachvollziehbar sind. Zur Ersteigung des nächsten Turmgeschosses dient eine in der Mauerstärke befindliche schmale Steintreppe. Auch das zweite Obergeschoss war durch einen Kamin beheizbar und verfügte über Sitznischenfenster. Die weiteren Geschosse wurden bei einer Begehung als ähnlich, aber als noch nicht für Besucher begehbar beschrieben. Das oberste Geschoss schließt den Turm mit einem Rundstabprofil ab und hat abweichend von den Untergeschossen, die häufig nur schartenartige Fenster haben, einen Kranz von Rundbogenfenstern. Die darüber ansetzende flache Turmhaube wurde erst zu Beginn der 1930er Jahre aus konservatorischen Gründen ergänzt. Ihre Form dürfte sich an dem Gemälde des 18. Jahrhunderts (s. o.) orientiert haben, da eine frühere Quelle nicht vorhanden ist.

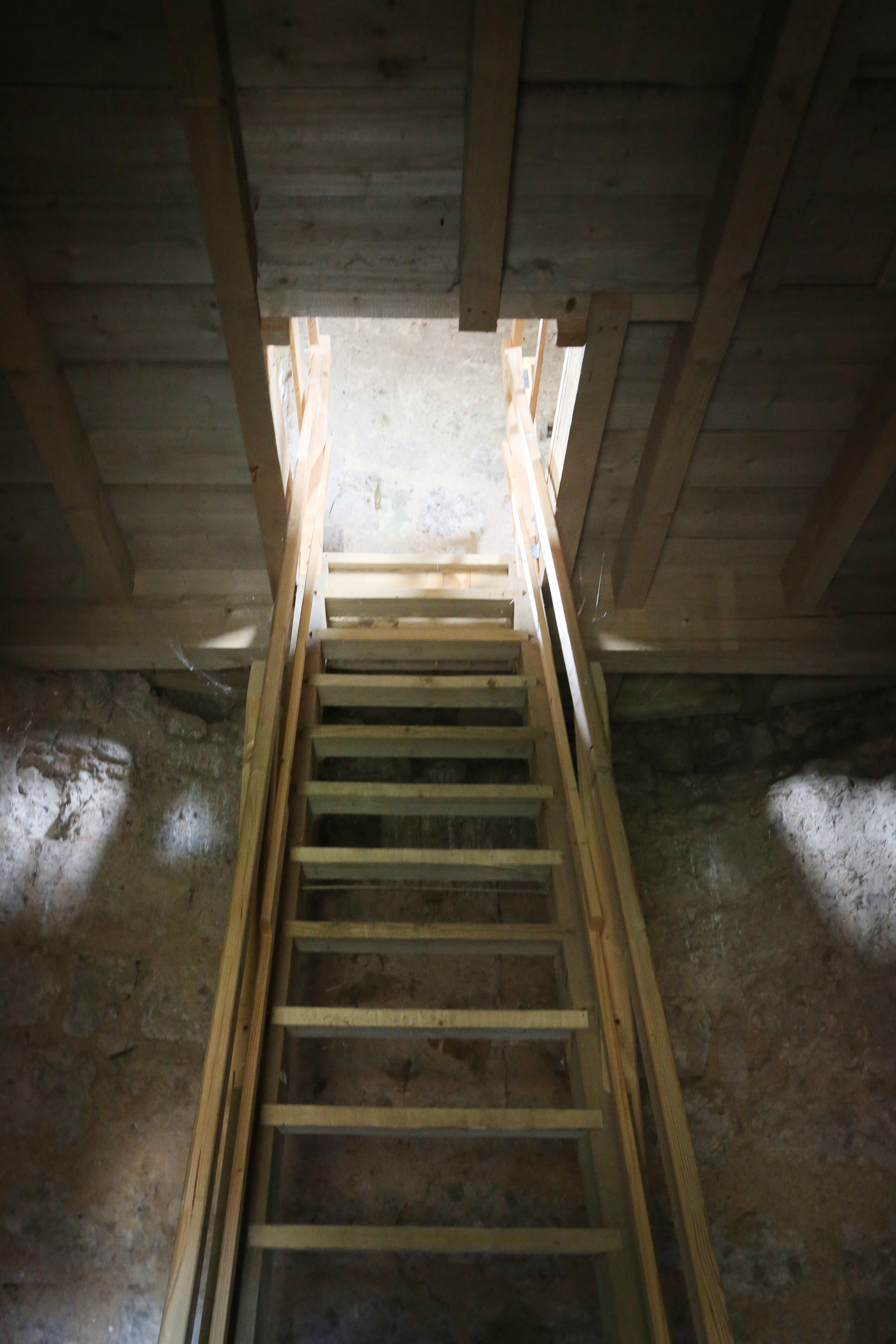
Aufstieg aus dem EG.
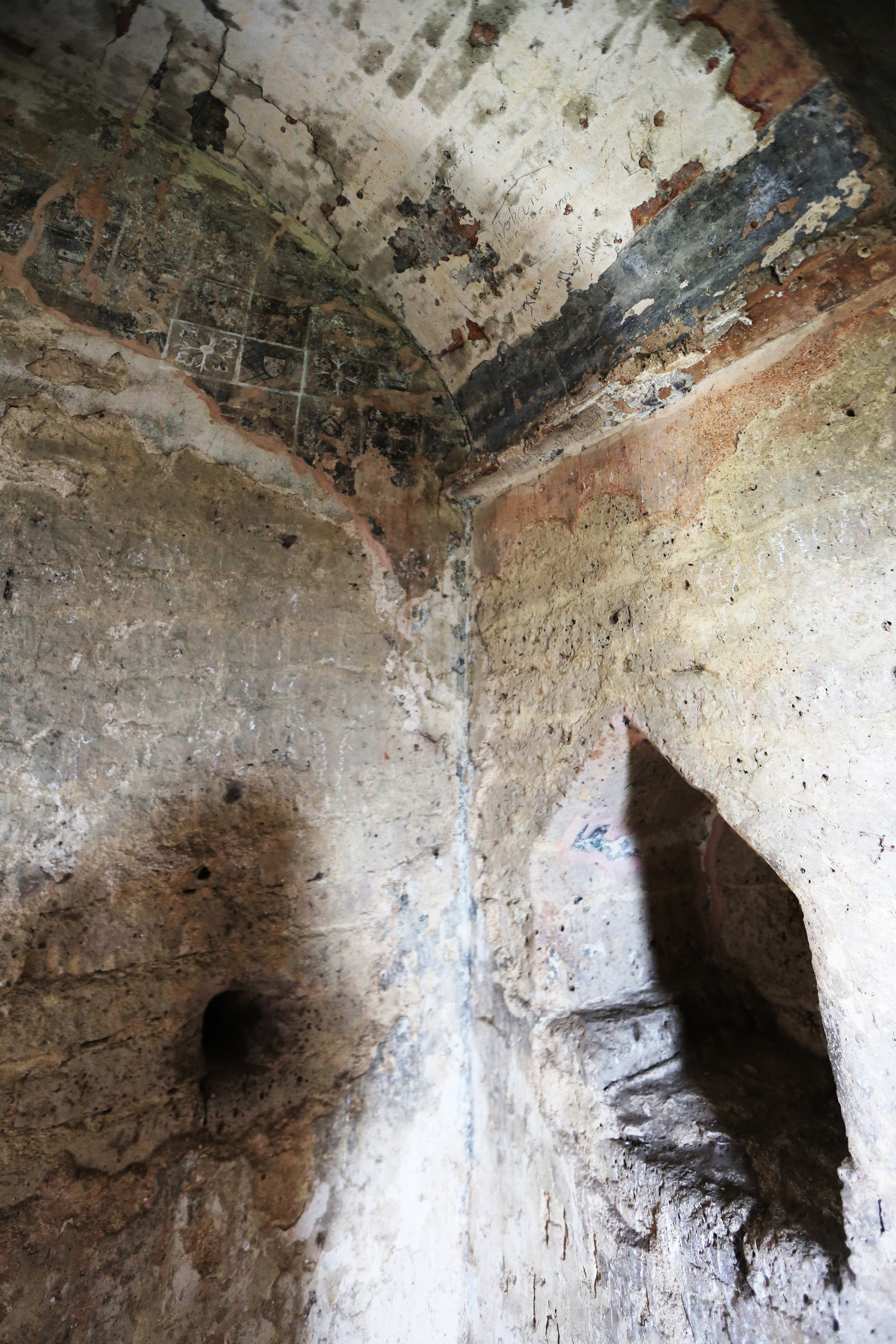
Zeichnungen 1. OG.
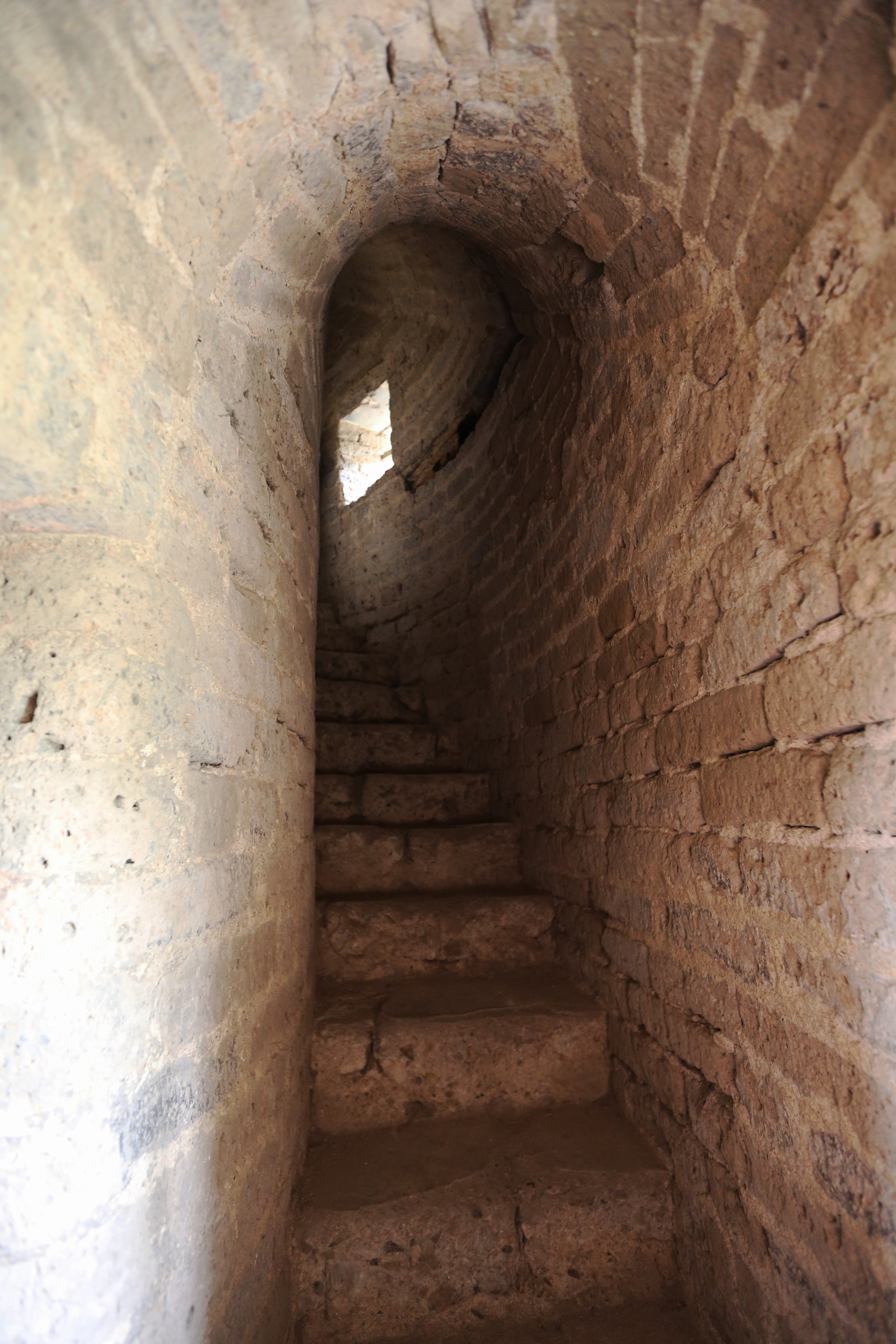
Innenwand – Treppe zum 2. OG.
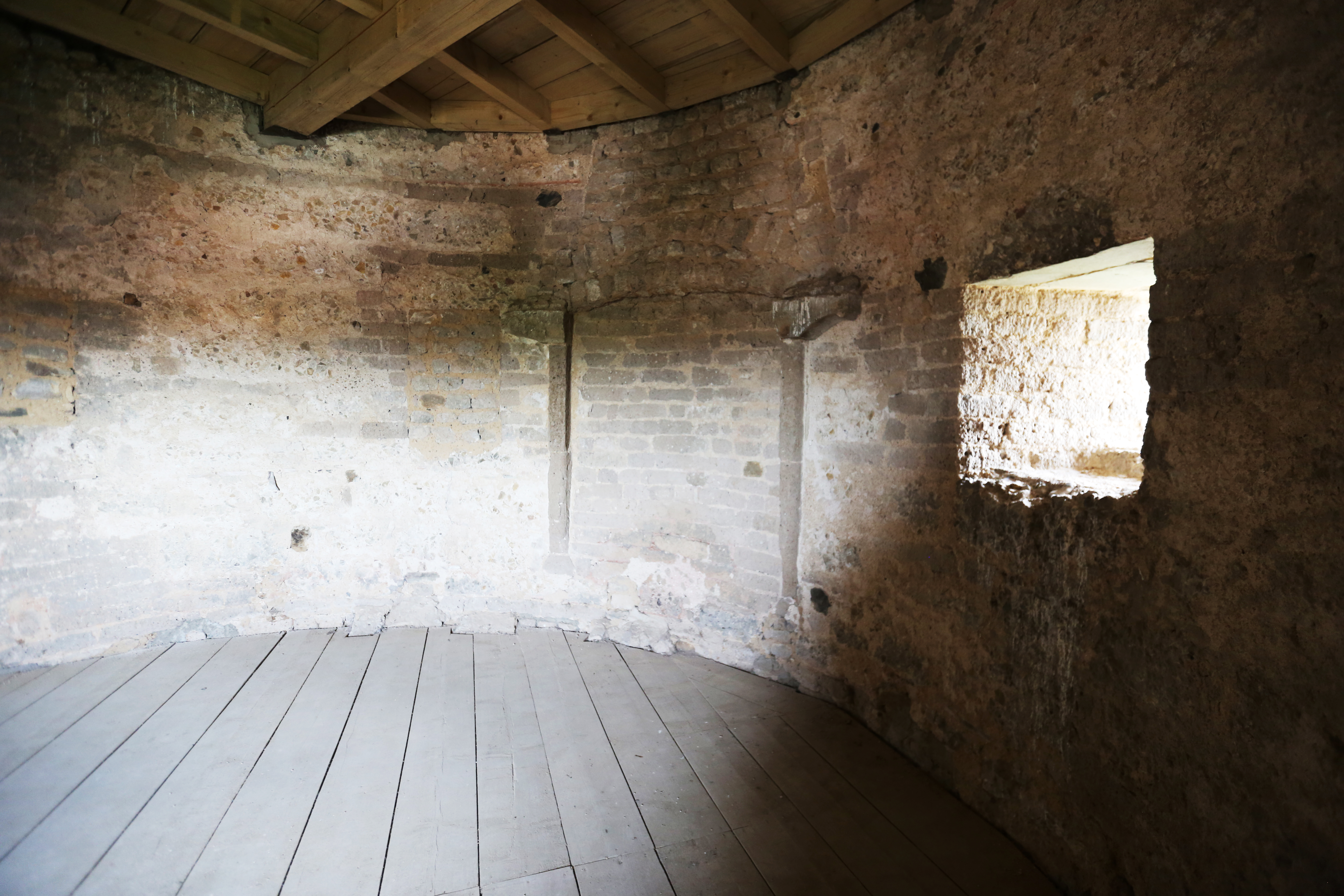
Standort eines Steinkamins, 2. OG.

### Mittelalterliche Eigentümer
Auf welche Bauherren die Entstehung des ehemaligen Bergfrieds zurückgeht ist unklar. Paul Clemen verwies auf die Forschungen von Maaßen sowie auf die Hinweise Strambergs und dessen Werk „Rheinischer Antiquarius“, in dem er einen Bezug zum möglichen Stammsitz der Gräfin Alveradis – Stifterin der Walberberger Zisterze im Jahr 1079 bis 1089 – auf der gräflichen Burganlage sah. Für diese Zeit galt der Turm den späteren Historikern als Bergfried, einer Burg der Grafen von Saffenberg in Walberberg. Ob als Auftraggeber zum Bau des Bergfrieds die Herren von Saffenberg angesehen werden können, die 1140 auch den Lehnsbrief für den Ritter Christian von Rinchedorp ausstellten und so Namensgeber der heutigen Rheindorfer Burg wurden, die auch als mögliche Bauherren der Graue Burg Sechtem sowie der abgegangenen Burg Husen zwischen Sechtem und Keldenich in Frage kommen, wurde laut Clemens Forschungsstand nicht belegt.
Im späten 14. Jahrhundert hieß es in einer Urkunde von 1388, dass der Knappe Conrad von Holtorp die Liegenschaft an das Kölner Domkapitel verkaufte. Danach sind die ersten, namentlich bekannten Besitzer im Jahr 1384 die von Holtorp gewesen. Conrad, Sohn des Ritters Ulrich von Holtorp, soll mit seiner Frau Styna (Christine Birklin, auch Birkelin, Kölner Patrizier) den Turm zu Walberberg bewohnt und diesen 1388 mit allen zugehörigen Besitzungen und Rechten an das Kölner Domkapitel verkauft haben. Im Zusammenhang mit Walberberg werden die von Holtorp danach nicht mehr erwähnt.

### Neuzeit und Ende der Feudalzeit
Nach der 1802 auf linksrheinischem Gebiet einsetzenden Säkularisation gelangte die ungenutzte Immobilie 1807 in Privatbesitz des ehemaligen Fronhalfen Geuer, der ihn später an seinen Schwiegersohn Scheben vererbte. Dieser veräußerte ihn geraume Zeit später (1843) an den Kölner Architekten und Stadtbaumeister Johann Peter Weyer, der sich schon in Köln für den Erhalt und Wert von Denkmälern engagiert hatte. Weyers Pläne den Turm und seine idyllische Lage als Ausflugsziel zu vermarkten, scheiterte jedoch mit seinem Vorhaben wegen des auf dem Turmgelände befindlichen alten Judenfriedhofs. 1858 ging der im Verfall befindliche Turm kurz vor einem geplanten Abriss, inklusive einer Grundfläche von 25 Ruten (ca. 350 m²) nach intensiven Bemühungen des Bonner Landrates Carl von Sandt an den durch Regierungspräsident Eduard von Moeller in Köln vertretenen  preußischen Fiskus über.

## Denkmal
Das Bauwerk ist im Besitz des Bundeslandes Nordrhein-Westfalen und seit 1980 ein geschütztes Baudenkmal.

## Sonstiges
Im Jahre 2006 wurde der Turm aufwendig restauriert und bautechnisch gesichert.
Der ganzjährig geschlossene Turm ist Anlieger am Römerkanal-Wanderweg. Er kann am Tag des offenen Denkmals und nach Absprache mit dem Förderkreis Historisches Walberberg besichtigt werden.